# Hekima University College
Hekima University College è un'università gesuita di studi di teologia a Nairobi, in Kenya, affiliata all'Università cattolica dell'Africa orientale. Si è aperto nel 1984 principalmente come seminario per gesuiti che stavano studiando per diventare sacerdoti e da allora si è ampliato. Nel 2004 ha aperto l'Istituto per gli studi sulla pace e le relazioni internazionali (HIPSIR).

## Storia
Iniziò come scuola di teologia gesuita inglese nell'Africa sub-sahariana per coloro che studiavano per il sacerdozio, offrendo gli stessi corsi e programmi per laici, uomini e donne. Nel 2015 il corso di laurea in teologia ha frequentato laici, donne e quattordici congregazioni religiose. L'iniziativa HIPSIR del Collegio è stata accreditata dalla Commissione per l'istruzione universitaria dal 2007.
I programmi offerti sono Bachelor of Theology (BTh) e Diploma post-laurea in Teologia pastorale. I suoi corsi sono un programma di formazione teologica per i laici, un ritiro diretto ignaziano, un ritiro diretto e un certificato di gestione, pensiero sociale cattolico e costruzione della pace, leadership e gestione della trasformazione postbellica attraverso HIPSIR.

## Istituto storico gesuita in Africa
L'università ospita anche l’Istituto storico gesuita in Africa (JHIA), che dal 2010 si dedica alla conservazione del record di partecipazione dei missionari gesuiti in Africa.

## Institute of Peace Studies
Nel 2004, Hekima ha inaugurato l’Istituto di studi sulla pace e le relazioni internazionali di Hekima (HIPSIR). Offre un Master of Arts (MA) in risoluzione dei conflitti e giustizia di transizione nell'Africa post-coloniale, nonché corsi di certificazione in materie correlate. Inoltre sponsorizza conferenze e forum che riuniscono esperti provenienti da tutto il continente e dall'estero.
La missione dell'istituto è "costruire una società in cui la dignità umana sia rispettata, i diritti umani siano promossi, la fede e la giustizia siano rispettate, le risorse economiche e naturali siano condivise equamente, le relazioni internazionali siano mantenute sulla base di principi che promuovono e rispettare la vita umana, le persone e le istituzioni al potere responsabile e l'eccellenza accademica è perseguita per raggiungere il pieno potenziale umano per il bene ".
HIPSIR pubblica la newsletter HIPSIR e il dialogo sulla pace .